# Vorarlberger Landesflagge

Vorarlberger Landesflagge

Die Vorarlberger Landesflagge ist waagrecht zweigespalten, der obere Streifen ist rot, der untere weiß (heraldisch: silber), ihre Proportionen sind 2:3.

## Aussehen
Die Farben der Flagge stammen aus dem Vorarlberger Landeswappen und werden durch Artikel sechs Absatz zwei der Vorarlberger Landesverfassung wie folgt normiert: "Die Farben von Vorarlberg sind rotweiß." Der erste Absatz des § 8 des Gesetzes über die Landessymbole präzisiert weiter: "Die Farben des Landes sind rot-weiß. Sie bilden die Landesflagge, die aus zwei gleich breiten Querstreifen besteht, von denen der obere rot und der untere weiß ist."
Die Vorarlberger Landesflagge ist mit jenen zweier anderer Länder, Wien und Salzburg, identisch. Bei jenen von Tirol und Oberösterreich sind die Farbverhältnisse umgekehrt.

## Landesdienstflagge

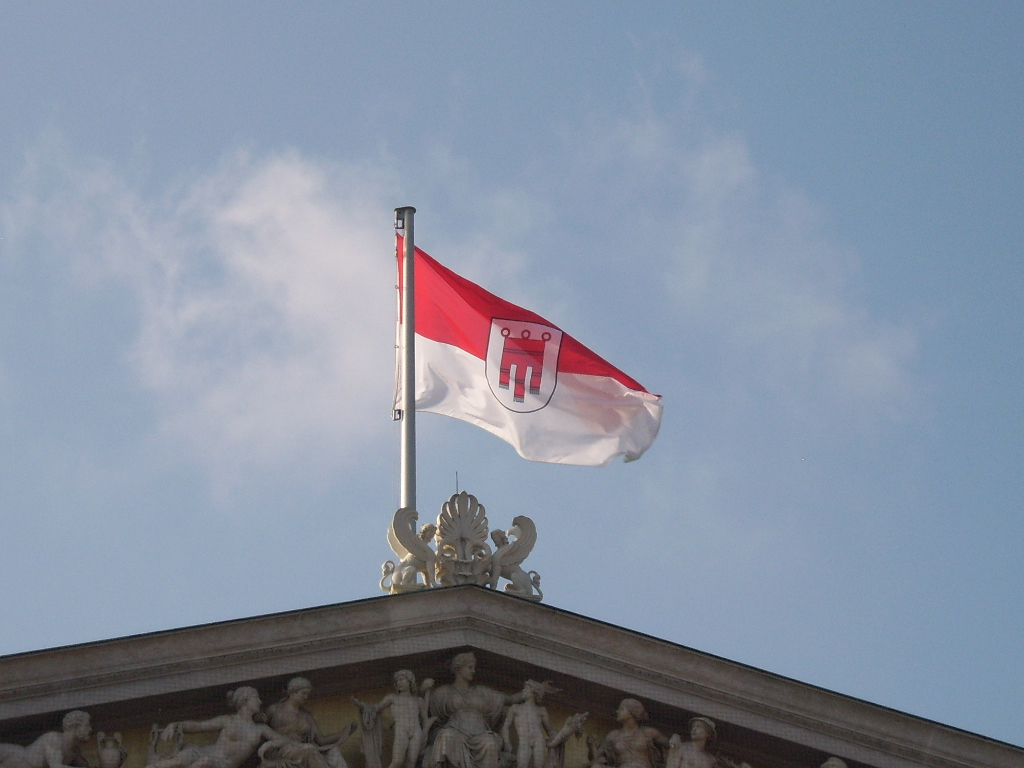
Die Landesdienstflagge auf dem Dach des Parlamentsgebäudes in Wien, anlässlich der Vorsitzführung Vorarlbergs im Bundesrat

Vorarlberger Landesdienstflagge

Um sie als solche zu klassifizieren, aber auch um Verwechslungen zu vermeiden wird, von den Landesbehörden die sogenannte Landesdienstflagge geführt, die sich von der Landesflagge dadurch unterscheidet, dass sie in ihrer Mitte das Vorarlberger Landeswappen führt. Die Landesfarben werden auch in der zweiten Strophe der Vorarlberger Landeshymne erwähnt wo es über Vorarlberg heißt:
„hier hält man treu zum Heimatlande und rot-weiß weht es in der Luft.“

## Konflikte
Durch den in Vorarlberg relativ starken Lokalpatriotismus findet die Landesflagge oft häufigere Anwendung als die Nationalflagge, auch die österreichischen Bodenseeschiffe führen am Bugmast die Landesflagge. Mitunter kommt es zur unmittelbaren Konkurrenz zwischen Landes- und Nationalflagge. So wurde während der Kundgebung zur Taufe des Schiffes "Vorarlberg" die österreichische Flagge heruntergerissen und durch die Landesflagge ersetzt.
Um die Unterscheidung von den Landesflaggen Salzburgs und Wiens zu ermöglichen, wird auch im privaten Gebrauch häufig auf die Landesdienstflagge zurückgegriffen. Dies ist zulässig, solange dadurch keine öffentliche Berechtigung vorgetäuscht wird.